# Фудбалска репрезентација Гваделупa
Фудбалска репрезентација Гваделупа (фр. Sélection de la Guadeloupe de football) је фудбалски тим који представља Гваделуп на међународним такмичењима под контролом Фудбалског савеза Гваделупа који се налази у оквиру Карипске фудбалске уније и Конкакаф-а. Фудбалски савез није члан ФИФА.
Као прекоморско одељење Француске Републике, Гваделуп није члан ФИФАе и због тога нема право да учествује на Светском првенству у фудбалу или било које такмичење које организација организује из прве руке. Становници Гваделупа, који су француски држављани, имају право да играју за фудбалску репрезентацију Француске. Гваделупе је, међутим, члан КОНКАКАФа и КФУа и има право на сва такмичења која организују обе организације. Према статусу ФФФа (члан 34, став 6): „[...] Под контролом сродних континенталних конфедерација, и уз сагласност ФФФа, те лиге могу организовати међународне спортске догађаје на регионалном нивоу или поставити тимове како би учествовали у њима. 
Највећи успех Гвадалупа до сада био је пласман у финале на Карипском првенству 2010. године, где су поражени од Јамајке на пенале. На златном купу КОНКАКАФа, Гвадалуп је 2007. године дошла до полуфинала. Репрезентација се одлично показала у групној фази победивши Канаду и ремизирајући са Хаитијем. У нокаут фази такмичења, Гвадалуп је у четвртфиналу елиминисала Хондурас. У полуфиналу Гуаделоуп је изгубила од Мексика са 1:0. Регионални тим такође учествује на Купу Кариба и Купе де л'Оутре-Мер. Гваделуп још увек није победио ни у једном такмичењу.

## Такмичарска достигнућа

### Златни куп
Гваделуп је учествовао у три од петнаест одиграних златних купова КОНКАКАФа. Тим се први пут појавио на такмичењу 2007. Репрезентација Гваделупа је, изненађујуће, дошао до полуфинала где је поражен од Мексика. Две године касније, 2009. године, Гвадалуп је имала други узастопни наступ на такмичењу и, по други пут заредом, стигла до нокаут фазе Златног купа. У четвртфиналу је Гвадалупа поражена од Костарике.
| Година | Резултат              | Позиција              | Ута.                  | Поб.                  | Нер.*                 | Изг.                  | ГД                    | ГП                    |                       |
| ------ | --------------------- | --------------------- | --------------------- | --------------------- | --------------------- | --------------------- | --------------------- | --------------------- | --------------------- |
| 1991.  | Није се квалификовала | Није се квалификовала | Није се квалификовала | Није се квалификовала | Није се квалификовала | Није се квалификовала | Није се квалификовала | Није се квалификовала | Није се квалификовала |
| 1993.  | Није се квалификовала | Није се квалификовала | Није се квалификовала | Није се квалификовала | Није се квалификовала | Није се квалификовала | Није се квалификовала | Није се квалификовала | Није се квалификовала |
| 1996.  | Није се квалификовала | Није се квалификовала | Није се квалификовала | Није се квалификовала | Није се квалификовала | Није се квалификовала | Није се квалификовала | Није се квалификовала | Није се квалификовала |
| 1998.  | Није учествовала      | Није учествовала      | Није учествовала      | Није учествовала      | Није учествовала      | Није учествовала      | Није учествовала      | Није учествовала      |                       |
| 2000.  | Није се квалификовала | Није се квалификовала | Није се квалификовала | Није се квалификовала | Није се квалификовала | Није се квалификовала | Није се квалификовала | Није се квалификовала | Није се квалификовала |
| 2002.  | Није се квалификовала | Није се квалификовала | Није се квалификовала | Није се квалификовала | Није се квалификовала | Није се квалификовала | Није се квалификовала | Није се квалификовала | Није се квалификовала |
| 2003.  | Није се квалификовала | Није се квалификовала | Није се квалификовала | Није се квалификовала | Није се квалификовала | Није се квалификовала | Није се квалификовала | Није се квалификовала | Није се квалификовала |
| 2005.  | Није се квалификовала | Није се квалификовала | Није се квалификовала | Није се квалификовала | Није се квалификовала | Није се квалификовала | Није се квалификовала | Није се квалификовала | Није се квалификовала |
| 2007.  | четврто место         | 4.                    | 5                     | 2                     | 1                     | 2                     | 5                     | 5                     |                       |
| 2009.  | четвртфинале          | 6.                    | 4                     | 2                     | 0                     | 2                     | 5                     | 8                     |                       |
| 2011.  | групна фаза           | 10.                   | 3                     | 0                     | 0                     | 3                     | 2                     | 5                     |                       |
| 2013   | Није се квалификовала | Није се квалификовала | Није се квалификовала | Није се квалификовала | Није се квалификовала | Није се квалификовала | Није се квалификовала | Није се квалификовала |                       |
| 2015.  | Није се квалификовала | Није се квалификовала | Није се квалификовала | Није се квалификовала | Није се квалификовала | Није се квалификовала | Није се квалификовала | Није се квалификовала |                       |
| 2017.  | Није се квалификовала | Није се квалификовала | Није се квалификовала | Није се квалификовала | Није се квалификовала | Није се квалификовала | Није се квалификовала | Није се квалификовала |                       |
| 2019   | Није се квалификовала | Није се квалификовала | Није се квалификовала | Није се квалификовала | Није се квалификовала | Није се квалификовала | Није се квалификовала | Није се квалификовала |                       |
| 2021.  | групна фаза           | 14.                   | 3                     | 0                     | 0                     | 3                     | 3                     | 7                     |                       |
| Укупно | 4/16                  | 0 титула              | 15                    | 4                     | 1                     | 10                    | 15                    | 25                    |                       |

### Куп Кариба
Гвадалупа је играла на седам карипских купова. Ререзентација никада није освојила куп, али је три пута завршила на трећем месту 1989., 1994. и 2008. Од такмичења 2007. па надаље, Гвадалуп је завршила међу четири најбоље екипе у Купа Кариба. У 2010. тим је завршио као вицешампион, изгубивши у финалу од Јамајке 5:4 на пенале.
| Година   | Резултат              | Поз.                  | Ута.                  | Поб.                  | Нер.*                 | Изг.                  | ГД                    | ГП                    |                       |
| -------- | --------------------- | --------------------- | --------------------- | --------------------- | --------------------- | --------------------- | --------------------- | --------------------- | --------------------- |
| 1989.    | трећи                 | 3.                    | 2                     | 1                     | 0                     | 1                     | 2                     | 1                     |                       |
| 1990.    | нису се квалификовали | нису се квалификовали | нису се квалификовали | нису се квалификовали | нису се квалификовали | нису се квалификовали | нису се квалификовали | нису се квалификовали |                       |
| 1991.    | нису се квалификовали | нису се квалификовали | нису се квалификовали | нису се квалификовали | нису се квалификовали | нису се квалификовали | нису се квалификовали | нису се квалификовали |                       |
| 1992.    | прва фаза             | 5.                    | 3                     | 1                     | 0                     | 2                     | 1                     | 3                     |                       |
| 1993.    | нису се квалификовали | нису се квалификовали | нису се квалификовали | нису се квалификовали | нису се квалификовали | нису се квалификовали | нису се квалификовали | нису се квалификовали |                       |
| 1994.    | треће место           | 3.                    | 5                     | 2                     | 2                     | 1                     | 11                    | 6                     |                       |
| 1995.    | нису се квалификовали | нису се квалификовали | нису се квалификовали | нису се квалификовали | нису се квалификовали | нису се квалификовали | нису се квалификовали | нису се квалификовали |                       |
| 1996.    | нису учествовали      | нису учествовали      | нису учествовали      | нису учествовали      | нису учествовали      | нису учествовали      | нису учествовали      | нису учествовали      |                       |
| 1997.    | нису учествовали      | нису учествовали      | нису учествовали      | нису учествовали      | нису учествовали      | нису учествовали      | нису учествовали      | нису учествовали      |                       |
| 1998.    | нису се квалификовали | нису се квалификовали | нису се квалификовали | нису се квалификовали | нису се квалификовали | нису се квалификовали | нису се квалификовали | нису се квалификовали |                       |
| 1999.    | прво фаза             | .                     | 3                     | 0                     | 0                     | 3                     | 4                     | 10                    |                       |
| 2001.    | нису се квалификовали | нису се квалификовали | нису се квалификовали | нису се квалификовали | нису се квалификовали | нису се квалификовали | нису се квалификовали | нису се квалификовали | нису се квалификовали |
| 2005.    | нису се квалификовали | нису се квалификовали | нису се квалификовали | нису се квалификовали | нису се квалификовали | нису се квалификовали | нису се квалификовали | нису се квалификовали | нису се квалификовали |
| 2006/07. | четврти               | 4.                    | 5                     | 2                     | 0                     | 3                     | 8                     | 10                    |                       |
| 2008.    | трећи                 | 3.                    | 5                     | 1                     | 2                     | 2                     | 6                     | 8                     |                       |
| 2010     | други*                | 2.                    | 5                     | 2                     | 2                     | 1                     | 5                     | 5                     |                       |
| 2012.    | Није се квалификовала | Није се квалификовала | Није се квалификовала | Није се квалификовала | Није се квалификовала | Није се квалификовала | Није се квалификовала | Није се квалификовала |                       |
| 2014.    | Није се квалификовала | Није се квалификовала | Није се квалификовала | Није се квалификовала | Није се квалификовала | Није се квалификовала | Није се квалификовала | Није се квалификовала |                       |
| 2017.    | Није се квалификовала | Није се квалификовала | Није се квалификовала | Није се квалификовала | Није се квалификовала | Није се квалификовала | Није се квалификовала | Није се квалификовала |                       |
| Укупно   | 7/19                  | 0 титула              | 28                    | 9                     | 6                     | 13                    | 37                    | 35                    |                       |